# .wiki
.wiki是一個頂級域名。它在ICANN的通用頂級域計劃中被提名，並於2014年5月26日供公眾使用。Top Level Design是該域名的域名註冊局。

## 歷史
2012年6月，Top Level Design向ICANN提交.wiki頂級域名的建議書。2013年11月7日，ICANN和Top Level Design達成「註冊協定」，正式認可該公司為.wiki的註冊局。之後，Top Level Design行政總裁雷·金指很多「在域名行業的人告訴我.wiki有潛成成為一個成功的頂級域名」；「所以，當我到craftbeer.wiki時，我期望那裡有一群熱情的人討論所有有關釀製碑酒的事情。但在craftbeer.com或craftbeer.guru時你可能只會看到一個網上商店、網誌、一個酒莊的導賞或其他東西。」
2014年1月，.wiki被ClickZ列於「2014年十大應留意的頂級域名」之中，原因為具有「為各大小公司提供安全和共用的工作空間」。2014年2月19日該域名被提至DNS根區。至2014年3月中，Top Level Design已經與多達120家域名註冊商簽署協議，讓他們出售.wiki域名。2014年5月，維基媒體基金會宣佈它將會使用「w.wiki」為它的縮略網址。該基金會亦支持Top Level Design向ICANN的建議，取消對179個兩個字元.wiki域名中註冊二級域的限制。
商標持有人於5月5日前可先註冊.wiki域名，公眾亦於2014年5月26日開始可以註冊域名。根據Domain Name Wire，在.wiki開放予公眾註冊的首天有超過3000個.wiki域名被註冊。
在.wiki開放註冊的同時，Top Level Design及YouGov發表報告，指在英國和美國有近一半的消費者希望與他們最喜歡的品牌於網上合作，以及於英國另外有近一半的消費者希望可以與品牌的未來產品上合作。最後，該報告提出近四分之一的英國和美國的消費者指如果可以「改變一個他們熱情的機構、品牌、服務或社群」，他們會願意為一個有品牌的wiki作出貢獻。
2015年7月，.wiki被Globe Runner根據於新推出通用頂級域的20000個網站的資料，列為「20個最高質素的通用頂級域」之一。
2018年1月23日，中华人民共和国工业和信息化部公告称 .wiki域名已通过备案，现可以正常在国内使用。 

## 外部連結
- 互聯網號碼分配局.wiki的記錄（页面存档备份，存于）
- YouTube上的ICANN於2013年發佈關於.wiki及Top Level Design行政總裁雷·金的影片